# Gare de Dorlisheim
La gare de Dorlisheim est une gare ferroviaire française de la ligne de Sélestat à Saverne  située sur le territoire de la commune de Dorlisheim dans le département du Bas-Rhin en région Grand Est.
Elle est mise en service en 1864 par la Compagnie des chemins de fer de l'Est. 
C'est une halte voyageurs de la Société nationale des chemins de fer français (SNCF) du réseau TER Grand Est, desservie par des trains express régionaux.

## Situation ferroviaire
Établie à 181 mètres d'altitude, la gare de Dorlisheim est située au point kilométrique (PK) 31,922 de la ligne de Sélestat à Saverne entre les gares de Rosheim et de Molsheim.

## Histoire
La station de Dorlisheim est mise en service le 28 septembre 1864. par la Compagnie des chemins de fer de l'Est lorsqu'elle ouvre à l'exploitation le chemin de fer vicinal n°1 bis de Strasbourg à Barr.
Le bâtiment voyageurs, dont rien ne subsiste, était semblable à celui de la gare de Rosheim originelle, également disparue, ainsi que l'ancienne gare de Scharrachbergheim reconvertie en logement. Il consistait en un unique volume de trois travées avec un étage.

## Fréquentation
De 2015 à 2024, selon les estimations de la SNCF, la fréquentation annuelle de la gare s'élève aux nombres indiqués dans le tableau ci-dessous.
| Année     | 2015   | 2016   | 2017    | 2018    | 2019    | 2020   | 2021   | 2022   | 2023    | 2024    |
| --------- | ------ | ------ | ------- | ------- | ------- | ------ | ------ | ------ | ------- | ------- |
| Voyageurs | 89 146 | 94 877 | 107 814 | 110 311 | 111 005 | 71 117 | 78 750 | 93 874 | 101 569 | 118 003 |

## Service des voyageurs

### Accueil
Halte SNCF, c'est un point d'arrêt non géré (PANG) à accès libre. Elle est équipée d'automates pour l'achat de titres de transport TER.

### Desserte
Dorlisheim est une halte voyageurs SNCF du réseau TER Grand Est desservie par des trains express régionaux de la relation Strasbourg - Obernai - Barr - Sélestat.

### Intermodalité
Un parc pour les vélos et un parking pour les véhicules y sont aménagés.